# Список произведений О. Генри
Список произведений О. Генри, составленный по датам публикации произведений и сборников.

## 1904
- Короли и капуста (Cabbages and Kings)

## 1906
- Четыре миллиона (The Four Fillion)
  - Линии судьбы (Tobin’s Palm)
  - Дары волхвов (The Gift of the Magi)
  - Космополит в кафе (A Cosmopolite in a Cafe)
  - В антракте (Between Rounds)
  - Комната на чердаке (The Skylight Room)
  - Из любви к искусству (A Service of Love)
  - Дебют Мэгги (The Coming-out of Maggie)
  - Прожигатель жизни (Man About Town)
  - Фараон и хорал (The Cop and the Anthem)
  - Гармония в природе (An Adjustment Of Nature)
  - Мемуары жёлтого пса (Memoirs of a Yellow Dog)
  - Приворотное зелье Айки Шонштейна (The Love-philtre of Ikey Schoenstein)
  - Золото и любовь (Mammon and the Archer)
  - Весна порционно (Springtime a la Carte)
  - Зелёная дверь (The Green Door)
  - С высоты козел (From the Cabby’s Seat)
  - Неоконченный рассказ (An Unfinished Story)
  - Калиф, купидон и часы (The Caliph, Cupid and The Clock)
  - Сестры золотого кольца (Sisters of the Golden Circle)
  - Роман биржевого маклера (The Romance of a Busy Broker)
  - Через двадцать лет (After Twenty Years)
  - Мишурный блеск (Lost on Dress Parade)
  - С курьером  (By Courier)
  - Меблированная комната (The Furnished Room)
  - Дебют Тильди (The Brief Debut of Tildy)

## 1907
- Горящий светильник (The Trimmed Lamp)
  - Горящий светильник (The Trimmed Lamp)
  - Шехерезада с Мэдисон-Сквер (A Madison Square Arabian Night)
  - Из Омара (The Rubaiyat of a Scotch Highball)
  - Маятник (The Pendulum)
  - Во имя традиции (Two Thanksgiving Day Gentlemen)
  - Рыцарь удачи (The Assessor Of Success)
  - Закупщик из Кактус-Сити (The Buyer From Cactus City)
  - Бляха полицейского О’Руна (The Badge of Policeman O’Roon)
  - Квартал «Кирпичная пыль» (Brickdust Row)
  - Рождение ньюйоркца (The Making Of A New Yorker)
  - Русские соболя (Vanity And Some Sables)
  - Социальный треугольник (The Social Triangle)
  - Пурпурное платье (The Purple Dress)
  - Иностранная политика 99-й пожарной команды (The Foreign Policy Of Company 99)
  - Утерянный рецепт (The Lost Blend)
  - Гарлемская трагедия (A Harlem Tragedy)
  - Чья вина? («The Guilty Party»—An East Side Tragedy)
  - У каждого свой светофор (According To Their Lights)
  - Сон в летнюю сушь (A Midsummer Knight’s Dream)
  - Последний лист (The Last Leaf) — перевод Н. Л. Дарузес
  - Чёрное платье (The Count And The Wedding Guest)
  - Страна иллюзий (The Country Of Elusion)
  - На пароме (The Ferry Of Unfulfilment)
  - Рассказ грязной десятки (The Tale Of A Tainted Tenner)
  - Эльзи в Нью-Йорке (Elsie In New York)

- Сердце Запада (Heart of the West)
  - Сердце и крест (Hearts and Crosses)
  - Выкуп (The Ransom of Mack)
  - Друг Телемак (Telemachus, Friend)
  - Справочник Гименея (The Handbook of Hymen)
  - Пимиентские блинчики (The Pimienta Pancakes)
  - Князья мира сего [Поставщик седел] (Seats of the Haughty)
  - Санаторий на ранчо (Hygeia at the Solito)
  - Чудо [Королева змей] (An Afternoon Miracle)
  - Отречение [Кудряш] (The Higher Abdication)
  - Купидон a la carte (Cupid a la Carte)
  - Как истый кабальеро (The Caballero’s Way)
  - Яблоко сфинкса (The Sphinx Apple)
  - Пианино (The Missing Chord)
  - По первому требованию (A Call Loan)
  - Принцесса и пума (The Princess and the Puma)
  - Бабье лето Джонсона Сухого Лога (The Indian Summer of Dry Valley Johnson)
  - Ёлка с сюрпризом (Christmas by Injunction)
  - Степной принц (A Chaparral Prince)
  - Возрождение Каллиопы (The Reformation of Calliope)

## 1908
- Благородный жулик (The Gentle Grafter)
  - Трест, который лопнул (The Octopus Marooned)
  - Джефф Питерс как персональный магнит (Jeff Peters as a Personal Magnet)
  - Развлечения современной деревни (Modern Rural Sports)
  - Кафедра филантроматематики (The Chair of Philanthromathematics)
  - Рука, которая терзает весь мир (The Hand That Riles the World)
  - Супружество как точная наука (The Exact Science of Matrimony)
  - Летний маскарад (A Midsummer Masquerade)
  - Стриженый волк (Shearing the Wolf)
  - Простаки с Бродвея (Innocents of Broadway)
  - Совесть в искусстве (Conscience in Art)
  - Кто выше? (The Man Higher Up)
  - Стихший ветер (A Tempered Wind)
  - Заложники Момуса (Hostages to Momus)
  - Поросячья этика (The Ethics of Pig)

- Голос большого города (The Voice of the City)
  - Голос Большого Города (The Voice of the City)
  - Один час полной жизни (The Complete Life of John Hopkins)
  - Грошовый поклонник (A Lickpenny Lover)
  - Как прозрел Доггерти (Dougherty’s Eye-opener)
  - Персики (Little Speck in Garnered Fruit)
  - Предвестник весны (The Harbinger)
  - Пока ждёт автомобиль (While the Auto Waits)
  - Комедия любопытства (A Comedy in Rubber)
  - Тысяча долларов (One Thousand Dollars)
  - Поражение города (The Defeat of the City)
  - Прихоти фортуны (The Shocks of Doom)
  - Адское пламя (The Plutonian Fire)
  - Немезида и разносчик (Nemesis and the Candy Man)
  - Квадратура круга (Squaring the Circle)
  - Розы, резеда и романтика (Roses, Ruses And Romance)
  - Ночь страха в городе (The City Of Dreadful Night)
  - Весна души (The Easter Of The Soul)
  - Смерть дуракам (The Fool-Killer)
  - В Аркадии проездом (Transients In Arcadia)
  - Погребок и роза (The Rathskeller and the Rose)
  - Трубный глас (The Clarion Call)
  - Похищение Медоры (Extradited from Bohemia)
  - Повар (The A Philistine In Bohemia)
  - Кто чем может (From Each According To His Ability)
  - Святыня (The Memento)

## 1909
- Дороги Судьбы (Roads of Destiny)
  - Дороги судьбы (Roads of Destiny)
  - Хранитель рыцарской чести (The Guardian of the Accolade)
  - Плюшевый котёнок (The Discounters of Money)
  - Волшебный профиль (The Enchanted Profile)
  - «Среди текста» («Next to Reading Matter»)
  - Искусство и ковбойский конь (Art and the Bronco)
  - Феба (Phoebe)
  - Гнусный обманщик (A Double-dyed Deceiver)
  - Исчезновение Чёрного Орла (The Passing of Black Eagle)
  - Обращение Джимми Валентайна (A Retrieved Reformation)
  - «Cherchez la femme» (Cherchez la Femme)
  - Друзья из Сан-Розарио (Friends in San Rosario)
  - Четвёртое июля в Сальвадоре (The Fourth in Salvador)
  - Эмансипация Билли (The Emancipation of Billy)
  - Волшебный поцелуй (The Enchanted Kiss)
  - Случай из департаментской практики (A Departmental Case)
  - Возрождение Шарльруа (The Renaissance at Charleroi)
  - От имени менеджмента (On Behalf of the Management)
  - Рождественский чулок Дика-Свистуна (Whistling Dick’s Christmas Stocking)
  - Алебардщик маленького замка на Рейне (The Halberdier of the Little Rheinschloss)
  - Два ренегата (Two Renegades)
  - Одиноким путём (The Lonesome Road)

- На выбор (Options)
  - «Роза Дикси» («The Rose of Dixie»)
  - Третий ингредиент (The Third Ingredient)
  - Как скрывался Чёрный Билл (The Hiding of Black Bill)
  - Разные школы (Schools And Schools)
  - О старом негре, больших карманных часах и вопросе, который остался открытым (Thimble, Thimble)
  - Спрос и предложение (Supply and Demand)
  - Клад (Buried Treasure)
  - Он долго ждал (To Him Who Waits)
  - Пригодился (He Also Serves)
  - Момент победы (The Moment of Victory)
  - Охотник за головами (The Head-Hunter)
  - Без вымысла (No Story)
  - Прагматизм чистейшей воды (The Higher Pragmatism)
  - Чтиво (Best-Seller)
  - Лукавый горожанин (Rus in Urbe)
  - Негодное правило (A Poor Rule)

## 1910
- Две женщины (The Two Women)
  - Туман в Сан-Антонио (A Fog in Santone)
  - Праздник слепого (Blind Man's Holiday)

- Коловращение (Whirligigs)
  - Дверь и мир (The World and the Door)
  - Теория и собака (The Theory And The Hound)
  - Гипотетический казус (The Hypotheses of Failure)
  - Шифр Кэллоуэя (Galloway’s Code)
  - Вопрос высоты над уровнем моря (A Matter of Mean Elevation)
  - «Девушка» («Girl»)
  - Костюм и шляпа в свете социологии (Sociology In Serge And Straw)
  - Вождь краснокожих (The Ransom of Red Chief)
  - Брачный месяц май (The Marry Month Of May)
  - Формальная ошибка (A Technical Error)
  - Так живут люди (Suite Homes And Their Romance)
  - Коловращение жизни (The Whirligig Of Life)
  - Жертва невпопад (A Sacrifice Hit)
  - Дороги, которые мы выбираем (The Roads We Take)
  - Сделка (A Blackjack Bargainer)
  - Серенада и сержант (The Song And The Sergeant)
  - Бесценный доллар, или Невероятные приключения главной улики (One Dollar’s Worth)
  - Сила печатного слова (A Newspaper Story)
  - Громила и Томми (Tommy’s Burglar)
  - Рождественский подарок по-ковбойски (A Chaparral Christmas Gift)
  - Немного местного колорита [Особенный нью-йоркский колорит] (A Little Local Colour)
  - Резолюция (Georgia’s Ruling)
  - Перспектива (Blind Man’s Holiday)
  - Мадам Бо-Пип на ранчо (Madame Bo-peep, Of The Ranches)

- Деловые люди (Strictly Business)
  - Деловые люди (Strictly Business)
  - Золото, что блестит (The Gold That Glittered)
  - Младенцы в джунглях (Babes In The Jungle)
  - День воскресения (The Day Resurgent)
  - Пятое колесо (The Fifth Wheel)
  - Поэт и поселянин (The Poet And The Peasant)
  - Ряса (The Robe Of Peace)
  - Женщина и жульничество (The Girl And The Graft)
  - Комфорт (The Call Of The Tame)
  - Неизвестная величина (The Unknown Quantity)
  - Театр — это мир (The Thing’s The Play)
  - Блуждания без памяти (A Ramble In Aphasia)
  - Город без происшествий (A Municipal Report)
  - Психея и небоскрёб (Psyche And The Pskyscraper)
  - Багдадская птица (A Bird Of Bagdad)
  - С праздником! (Compliments Of The Season)
  - Новая сказка из «Тысячи и одной ночи» (A Night In New Arabia)
  - Сила привычки (The Girl And The Habit)
  - Попробовали — убедились [Теория и практика] (Proof of the Pudding)
  - Во втором часу у Руни (Past One At Rooney’s)
  - Искатели приключений (The Venturers)
  - Поединок (The Duel)
  - «Кому что нужно» («What You Want»)

## 1911
- Шестёрки — семёрки (в другом переводе — «Всего понемножку») (Sixes and Sevens)
  - Последний трубадур (The Last of the Troubadours) (перевод З. Д. Львовского[1], 1925)
  - Сыщики (The Sleuths) (перевод З. Д. Львовского[1], 1925)
  - Чёрствые булки (Чародейные хлебцы) (Witches' Loaves) (перевод З. Д. Львовского[1], 1925)
  - Своеобразная гордость (The Pride of the Cities)
  - Налёт на поезд (Holding up a Train)
  - Улисс и собачник (Ulysses and the Dogman)
  - Чемпион погоды (The Champion of the Weather)
  - Родственные души (Makes the Whole World Kin)
  - В борьбе с Морфеем (At Arms with Morpheus)
  - Призрак [Призрак возможности] (A Ghost of a Chance)
  - Джимми Хейз и Мьюриэл (Jimmy Hayes and Muriel)
  - Дверь, не знающая отдыха (The Door of Unrest)
  - Коварство Харгрэвса (The Duplicity of Hargraves)
  - Дайте пощупать ваш пульс! (Let Me Feel Your Pulse)
  - Октябрь и Июнь (October and June)
  - Церковь с наливным колесом (The Church with an Overshot-Wheel)
  - Нью-Йорк при свете костра (New York by Camp Fire Light)
  - Методы Шенрока Джольнса (The Adventures of Shamrock Jolnes)
  - Высочайшая особа (The Lady Higher Up)
  - Новый Конэй (The Greater Coney)
  - Закон и порядок (Law and Order)
  - Превращение Мартина Барней (Transformation of Martin Burney)
  - Калиф и хам (The Caliph and the Cad)
  - Брильянт богини Кали (The Diamond of Kali)
  - День, который мы празднуем (The Day We Celebrate)

## 1912
- Под лежачий камень (Rolling Stones)
  - Сон (The Dream)
  - Правитель людей (A Ruler of Men)
  - Атавизм Литтл-Бэра (The Atavism of John Tom Little Bear)
  - Врачу, исцелися сам! (Helping the Other Fellow)
  - Марионетки (The Marionettes)
  - Маркиз и мисс Салли (The Marquis and Miss Sally)
  - Туман в Сан-Антонио (A Fog in Santone)
  - На помощь, друг! (The Friendly Call)
  - Обед у… (A Dinner at ----*)
  - Шум и ярость (Sound and Fury)
  - Грязные носки, или Политическая интрига (Tictocq)
  - По следам убийцы, или Тайна улицы Пешо (Tracked to Doom)
  - Я интервьюирую президента (A Snapshot at the President)
  - Незаконченный святочный рассказ (An Unfinished Christmas Story)
  - Слуга-бессребреник (The Unprofitable Servant)
  - Дворянская корона и бифштексы (Aristocracy Versus Hash)
  - Пленник Земблы (The Prisoner of Zembla)
  - Странная история (A Strange Story)
  - Изменчивая судьба, или Перебрасывание Глэдис (Fickle Fortune, or How Gladys Hustled)
  - Извинение (An Apology)
  - Месть лорда Окхерста (Lord Oakhurst’s Curse)
  - Бексарское дело № 2692 (Bexar Scrip No. 2692)
  - Вопросы и ответы (Queries and Answers)

## 1917
- Остатки (Waifs and Strays)
  - Красные розы (The Red Roses of Tonia)
  - По кругу (Round The Circle)
  - Рассказ резинового дерева (The Rubber Plant’s Story)
  - Из Назарета (Out of Nazareth)
  - Исповедь юмориста (Confessions of a Humorist)
  - Воробьи на Мэдисон-сквере (The Sparrows in Madison Square)
  - Сердца и руки (Hearts and Hands)
  - Кактус (The Cactus)
  - Сыщик за детективами (The Detective Detector)
  - Ценитель и пьеска (The Dog and the Playlet)
  - Небольшой разговор об уличной толпе (A Little Talk About Mobs)
  - Метель (The Snow Man)

## 1920
- О-Генриана (O. Henryana)
  - The Crucible
  - A Lunar Episode
  - Three Paragraphs
  - Bulger's Friend
  - A Professional Secret
  - The Elusive Tenderloin
  - The Struggle of the Outliers

## 1923
- - Postscripts, сборник из 103 рассказов, 26 стихотворений и 4 статей

## 1939
- - O. Henry Encore, сборник из 27 рассказов, 7 скетчей и 10 стихов.